# 大坝镇 (仁怀市)
大坝镇，是中华人民共和国贵州省遵义市仁怀市下辖的一个乡镇级行政单位。

## 行政区划
大坝镇下辖以下地区：
大坝社区、簸箕坝村、红阳村、五岔村、小耳沟村、岩坪村和新田村。